# Jules Hiernaux
Pour les articles homonymes, voir Hiernaux.
Jules Hiernaux, né le 27 juillet 1881 à Charleroi et mort assassiné dans la nuit du 28 au 29 juillet 1944 à Mont-sur-Marchienne, est un pédagogue et militant wallon d'opinion libérale.

## Biographie
Né à Charleroi le 27 juillet 1881 et mort à Mont-sur-Marchienne le 29 juillet 1944,, Jules Marie Adolphe Hiernaux est le fils cadet de Jules François-Joseph Hiernaux, comptable et de Virginie Florence de Guffroy, professeure de musique. Son père meurt lorsque Jules Hiernaux a six ans et sa mère se remarie avec Gustave Roullier, professeur de français.
Après ses études secondaires, il entre à l'École des mines du Hainaut à Mons où, en 1904, il obtient les diplômes d'ingénieur des mines, ingénieur électricien et le certificat d'études spéciales des chemins de fer.
En 1905, il épouse Denise Moreau. Le couple a une fille, Marie-Louise, née le 24 février 1907.

### Pédagogue et organisateur
Dès sa sortie de l'École des Mines, il est engagé par les Charbonnages réunis de Charleroi où il devient ingénieur en chef du département électrique. Attiré par l'enseignement il sera, à la même période, également enseignant. Successivement à l'École industrielle de Fleurus (1904-1905) et à l'École industrielle de Charleroi 1905-1913). En 1913, Il remplace Omer Buyse lorsque celui-ci démissionne de la fonction de directeur de l'École industrielle du soir de la province de Hainaut. 
En 1914, il est nommé directeur de l'Université du Travail (UT), établissement scolaire de la province de Hainaut situé à Charleroi. Cet établissement regroupe des écoles professionnelles du jour et du soir et une École industrielle supérieure du soir. Son entrée en fonction, prévue le 1er août 1914 ne sera effective qu'après la fin de la Première Guerre mondiale. Pendant la guerre, il s'active à préparer l'organisation future de l'établissement en collaboration avec le député permanent Paul Pastur. Conscient de l'importance d'une main-d'œuvre qualifiée, Jules Hiernaux privilégie les aspects techniques et pratiques de la formation.
L'École des Ingénieurs techniciens de l'UT ouvre ses portes en 1918 sur le modèle des Arts et Métiers français et des Technikums allemands. En 1923, Hiernaux obtient l'équivalence des diplômes délivrés à Charleroi avec ceux des Arts et Métiers français.
Le nombre d'élèves de l'UT passe de 1 044 en 1914 à 4 316 en 1939. 
Le 1er mars 1923, Jules Hiernaux est nommé directeur général de l'Enseignement technique provincial du Hainaut, fonction qu'il exercera jusqu'à sa mort.
Il fut brièvement ministre de l'Éducation nationale de novembre 1934 à mars 1935.

### Militant wallon et résistant
Il avait milité dans de nombreux mouvements wallons avant la guerre, siégé à l'Assemblée wallonne puis il entra dans la Résistance et adhéra au mouvement Wallonie libre[réf. nécessaire].

### Franc-maçon
Jules Hiernaux est membre de la loge « La Charité » à Charleroi. Il est choisi comme grand maître du Grand Orient de Belgique, fonction qu'il occupe de 1937 à 1939.
À cette époque, les francs-maçons sont pris à partie par les milieux catholiques conservateurs et par l'extrême droite. Une liste de noms, dont celui de Jules Hiernaux, est publiée dans La Libre Belgique du 18 février 1938.  
Lors de la Deuxième Guerre mondiale, cette liste facilitera l'identification et la persécution par l'occupant allemand et les collaborateurs. Après Désiré Horrent à Liège et François Bovesse à Namur, Hiernaux sera victime d'un assassinat perpétré à son domicile par des Rexistes. Identifiés, les dix auteurs seront condamnés à mort par le Conseil de guerre le 22 août 1945.

## Hommage

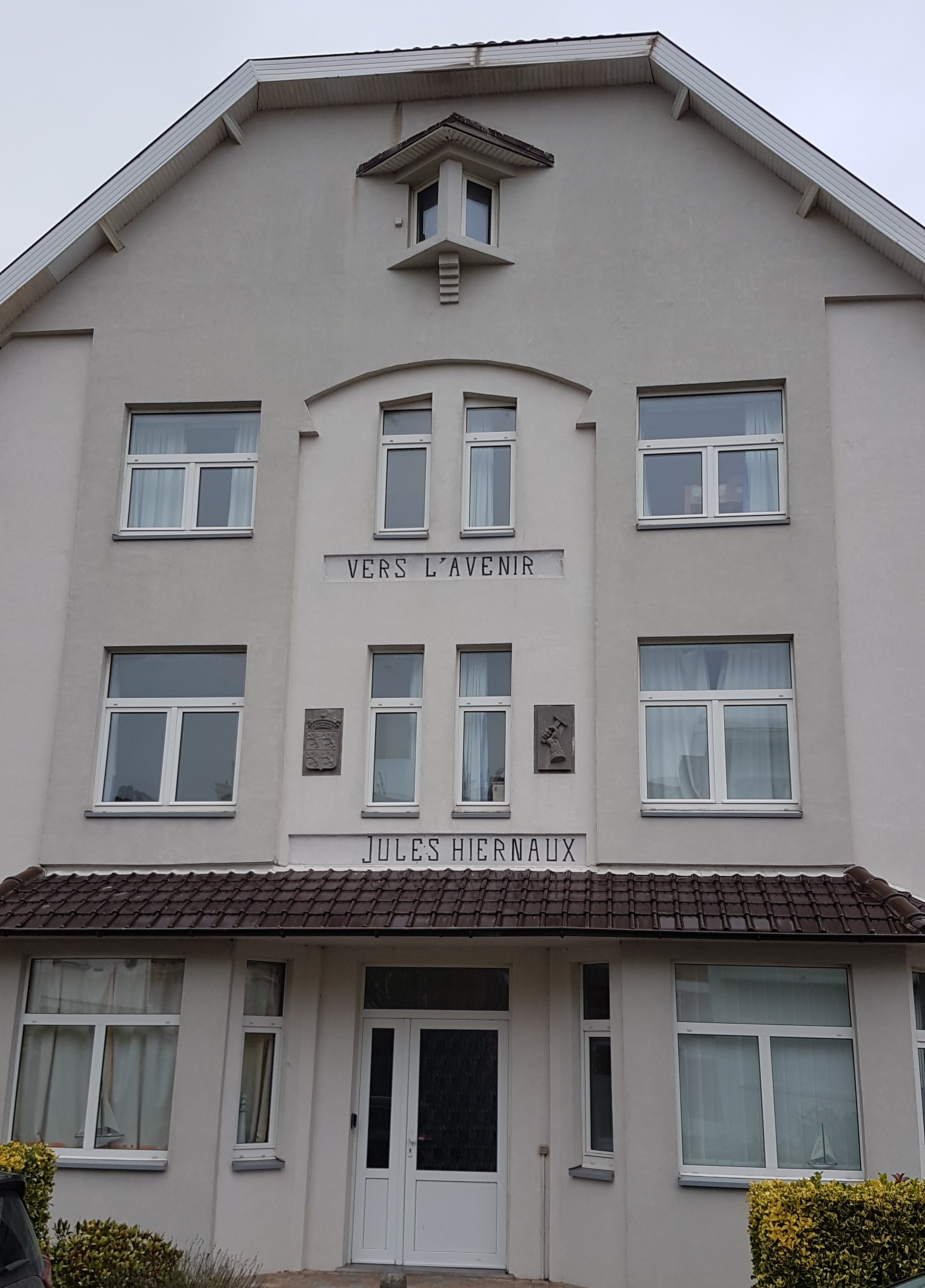
Centre Jules Hiernaux, à Coxyde

Le 28 novembre 1947, est inauguré un mémorial, œuvre des sculpteurs Joseph Witterwulghe et Alphonse Darville, apposé dans l'atrium de la bibliothèque de l'Université du Travail. Par ailleurs, sous le nom de « L'Effort », un fonds est créé, dans le but de « soutenir les étudiants pauvres et méritants » de l'Université du Travail. En mars 1949, le Grand Orient de Belgique constitue l'ASBL « Fondation Magnette-Engel-Hiernaux », en hommage à ses trois membres illustres, dans le but d'octroyer des prix ou des prêts d'honneur et de contribuer à des publications défendant les principes de l'association maçonnique,. Un square et le parc y attenant à Charleroi et une école industrielle et commerciale à Mont-sur-Marchienne portent son nom, ainsi qu'un centre de vacances situé à la côte belge, à Coxyde.  Ce dernier fut construit, en 1937, pour accueillir les étudiants de l'Université du Travail de Charleroi.

## Distinctions
- Commandeur de l'ordre de la Couronne (en 1929).